# Cottocomephorus alexandrae
Cottocomephorus alexandrae is een straalvinnige vissensoort uit de familie van de Baikaldonderpadden (Cottocomephoridae). De wetenschappelijke naam van de soort is voor het eerst geldig gepubliceerd in 1935 door Taliev.